# Łukasz Ryłko
Łukasz Ryłko (ur. 4 października 1977 w Krakowie) – polski inżynier i grafik oraz rysownik, ilustrator i twórca komiksów. Zajmuje się ilustracją edukacyjną dla dzieci oraz składem i projektowaniem graficznym publikacji. Projektuje również okładki książek, mapy, ilustracje i plakaty.

## Życiorys
Jest absolwentem Politechniki Krakowskiej Wydziału Inżynierii Środowiska i Studiów Podyplomowych z zakresu Grafiki Komputerowej na Wydziale Geodezji Górniczej i Inżynierii Środowiska AGH. Zainteresowanie Ryłki rysunkiem zaczęło się w szkole podstawowej, natomiast pierwsze poważne kroki stawiał na studiach w akademickiej gazetce UJ Plus Ratio, dla której ilustrował teksty.
Z czasem rozpoczął współpracę z krakowskimi wydawnictwami Greg i Skrzat. W późniejszych latach pracował dla takich wydawnictw jak: Wydawnictwa Szkolne i Pedagogiczne, Wydawnictwo Nowa Era, Wydawnictwo Zielona Sowa, Wydawnictwo Literatura, Wydawnictwo Fu-Kang, Kulczyk Foundation.
Za pośrednictwem serwisu internetowego Retrostacja nawiązał współpracę z amerykańskim wydawnictwem 7th Voyage Production, dla którego tworzył ilustracje do klasycznych powieści SF, takich jak: Wehikuł czasu Herberta G. Wellsa, Dwadzieścia tysięcy mil podmorskiej żeglugi czy Robur Zdobywca Juliusza Verne’a.
Zaprojektował m.in. okładki książek: Do przerwy 0:1 Adama Bahdaja, Aniołki z ul. Śliwkowej Ewy Ostrowskiej, Oko za oko Patrick Senecala, Alicya Patrick Senecala, Upiornego mleczarza Nathaniela M. Bronxa, Lek na lęk Kazimierza Kyrcza Jr i Łukasza Radeckiego, Kochajmy się jak pies z kotem Ewy Pfeifer, Chory, chorszy, trup Kazimierza Kyrcza Jr i Dawida Kaina.
W latach 2007–2010 prowadził w Śródmiejskiej Bibliotece Publicznej w Krakowie warsztaty dla dzieci z zakresu rysunku, ilustracji i tworzenia komiksów. W latach 2013–2016 tworzył ilustracje i animacje do e-podręczników.

## Publikacje
- 2007 – Śmiercionośni, wyd. Kultura Gniewu – komiks składający się z siedmiu odrębnych opowieści, tworzących jednak spójną całość. Autor w swoim utworze wykorzystuje wiele intertekstualnych odniesień[6][7][8]
- 2021 – Terra Incognita, wyd. Kultura Gniewu – wielowątkowa powieść graficzna, nawiązująca do dzieł Stanisława Lema, Brunona Schulza, czy do filmowej twórczości Wojciecha Jerzego Hasa[9][10][11][12][13][14][15][16][17][18][19]
- 2022 – Retro, wyd. Kultura Gniewu – wznowienie komiksu Śmiercionośni, w większym formacie, poszerzone o dwie wcześniej niepublikowane historie[20][21][22][23][24]
- 2023 – Terra Incognita Intuitio, wyd. R – druga część powieści graficznej pt. Terra Incognita. Komiks ukazał się w formie cyfrowej na oficjalnej stronie komiksu[25] i drukiem dzięki zbiórce[26] na platformie crowdfundingowej Wspieram.to[27]

## Nagrody
- 3 nagroda na Międzynarodowym Festiwalu Komiksu w Łodzi 2005 r. za komiks pt. Kara[28]
- 1 nagroda na Międzynarodowym Festiwalu Komiksu w Łodzi 2006 r. za komiks pt. Opowieść Wigilijna

## Wystawy
- 2004 – Wystawa indywidualna rysunków i ilustracji, Ośrodek Kultury im. C.K. Norwida w Krakowie
- 2005 – Wystawa indywidualna rysunków i ilustracji Co w głowie piszczy?, Centrum Kultury Dworek Białoprądnicki w Krakowie
- 2008 – Wystawa plansz komiksowych podczas Festiwalu Narracji Obrazkowej ALIAS 2008, Mediateka, Wrocław
- 2011 – Wystawa komiksu polskiego, Tokio, Japonia[29]
- 2012 – Komiks polski: historie w dymkach, Levinsky College of Education, Tel Awiw, Izrael[30]